# Conselho de Cidadania
Conselhos de Cidadãos oder Conselhos de Cidadania sind informelle und apolitische „Beratungsforen“ (foros de aconselhamento) der Brasilianischen Konsulate im Ausland, die rotativ zusammengesetzt sind und das Ziel haben, die Brasilianer, die im Ausland leben, mit ihrem jeweiligen Konsulat zu verbinden und somit eine Brücke zwischen der brasilianischen Regierung und den Auslandbrasilianern zu bilden. Ihr Ziel ist es, Ideenaustausch und Informationensammlung über die Bedürfnisse, Probleme und Interessen der Gemeinschaften von Auslandbrasilianern in ihren jeweiligen Jurisdiktionen zu ermöglichen/vereinfachen.
2011 entstanden die ersten Conselhos de Cidadania, bestehend aus Mitgliedern, die durch die eigene Gemeinschaft gewählt wurden. Über die mehr als 50 weltweit bestehenden Conselhos de Cidadãos hinaus existieren derzeit (2014) Conselhos de Cidadania in den Städten Genf, Zürich, Barcelona und Athen.